# Remigio Hevia Marinas
Remigio Hevia Marinas, nacido en Pontevedra en 1884 y fallecido en Palma el 19 de diciembre de 1957,  fue un banquero y político gallego.

## Trayectoria
Fue hijo de Remigio Hevia Aldir. Ejerció como hombre de confianza del segundo marqués de Riestra y estuvo a cargo de gran parte de sus múltiples negocios, entre ellos la Banca Riestra.
Fue alcalde de Pontevedra en tres ocasiones: del 4 de diciembre de 1928 a febrero de 1930, del 14 de junio de 1939 al 22 de agosto de 1942 y del 6 de febrero de 1949 al 26 de mayo de 1952.
Fue fiscal en Cortes en 1952. Destacó como alcalde de Pontevedra por diversas obras de embellecimiento de la ciudad.
| Predecesor: Manuel Lesteiro Martínez | Alcalde de Pontevedra 1928-1930 | Sucesor: Marcelino Candendo Paz |

| Predecesor: Ernesto Baltar Santaló | Alcalde de Pontevedra 1939-1942 | Sucesor: Luis de Toledo Freire |

| Predecesor: Calixto González Posada | Alcalde de Pontevedra 1949-1952 | Sucesor: Juan Argenti Navajas |